# Rudolf von Mandell
Rudolf von Mandell, auch Rudolf Freiherr von Mandell, der Vorname wird auch oft Rudolph geschrieben (* 9. April 1816 in Graz; † 3. April 1896 ebenda) war Oberstleutnant, Herrschaftsbesitzer und Abgeordneter zum Österreichischen Abgeordnetenhaus.

## Leben
Rudolf von Mandell war Sohn des Herrschaftsbesitzers Ludwig Freiherr von Mandell († 1848). Von 1825 bis 1826 besuchte er das Theresianum in Wien und von 1826 bis 1834 die Theresianische Militärakademie in Wiener Neustadt. Er begann eine Offizier-Laufbahn, wurde 1834 Fähnrich, 1835 Unterleutnant, 1840 Oberleutnant, 1842 Kapitänleutnant, 1844 Hauptmann und 1849 Major. Im Jahr 1851 wurde er außer Dienst gestellt und Oberstleutnant ad hon.
Im Jahr 1848 wurde er Mit- und ab 1856 Alleinbesitzer der Herrschaften Lannach und Winterhof (im Bezirk Deutschlandsberg). Ab 1851 wurde er auch Besitzer der Herrschaft St. Josef, verlor aber später sukzessive alle seine Besitzungen (1874 wurden zum Beispiel seine Besitzungen in Lannach und St. Josef versteigert). Im Jahr 1896 starb er in der Landesirrenanstalt Am Feldhof in Graz.
Zwischen 1860 und 1866 war er auch Direktor des Vereins zur Beförderung und Unterstützung der Industrie und der Gewerbe im Herzogtum Steiermark. Er erhielt 1857 den Oldenburger Haus- und Verdienstorden des Herzogs Peter Friedrich Ludwig.
Er war von 1861 bis 1866 und von 1870 bis 1871 Mitglied im steiermärkischen Landtag (I., III. und IV. Wahlperiode).
Er war römisch-katholisch und blieb zeitlebens ledig.

## Politische Funktionen
Rudolf von Mandell war vom 29. April 1861 bis zum 20. September 1865 Abgeordneter des Abgeordnetenhauses im Reichsrat (I. Legislaturperiode) und vertrat dort für das Kronland Steiermark die Kurie Großgrundbesitz. Er wurde aufgrund eines Losentscheids nach einer Stimmengleichheit mit Ernst Freiherr von Kellersperg gewählt.

## Klubmitgliedschaften
Rudolf von Mandell war Mitglied bei der rechten Mitte.